# 대한민국 민법 제816조
대한민국 민법 제816조는 혼인취소의 사유에 대한 민법 가족법 조문이다.

## 조문
제816조(혼인취소의 사유) 혼인은 다음 각 호의 어느 하나의 경우에는 법원에 그 취소를 청구할 수 있다.  <개정 1990.1.13., 2005.3.31.>
1. 혼인이 제807조 내지 제809조(제815조의 규정에 의하여 혼인의 무효사유에 해당하는 경우를 제외한다. 이하 제817조 및 제820조에서 같다) 또는 제810조의 규정에 위반한 때
2. 혼인당시 당사자 일방에 부부생활을 계속할 수 없는 악질 기타 중대사유있음을 알지 못한 때
3. 사기 또는 강박으로 인하여 혼인의 의사표시를 한 때

第816條(婚姻取消의 事由) 婚姻은 다음 각 호의 어느 하나의 境遇에는 法院에 그 取消를 請求할 수 있다.  <개정 1990.1.13., 2005.3.31.>
1. 婚姻이 제807조 내지 제809조(제815조의 규정에 의하여 혼인의 무효사유에 해당하는 경우를 제외한다. 이하 제817조 및 제820조에서 같다) 또는 제810조의 規定에 違反한 때
2. 婚姻當時 當事者 一方에 夫婦生活을 繼續할 수 없는 惡疾 其他 重大事由있음을 알지 못한 때
3. 詐欺 또는 強迫으로 因하여 婚姻의 意思表示를 한 때

## 참고 문헌
- 오현수, 일본민법, 진원사, 2014. ISBN 9788963463452
- 오세경, 대법전, 법전출판사 , 2014 ISBN 9788926210277
- 이준현 , LOGOS 민법 조문판례집, 미래가치, 2015. ISBN 9791155020869

## 같이 보기
- 혼인신고